# رزونانس فرومغناطیسی

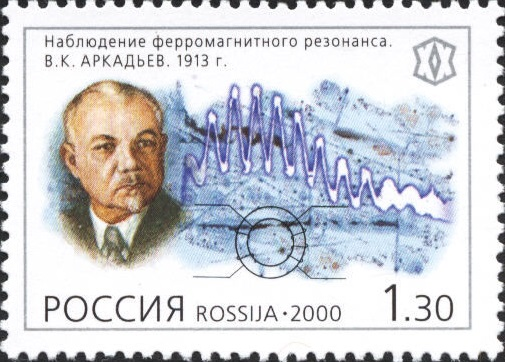
تمبر روسی به افتخار ولادیمیر آرکادیف. در پس زمینه می‌توانید اسیلوگرام‌های تشدید مغناطیسی را ببینید.

رزونانس فِرّومغناطیسی یا تشدید فِرّومغناطیسی  در فیزیک و الکترومغناطیس، ایجاد کننده ارتباط بین موج الکترومغناطیس و مغناطش یک محیط است که پرتوی مورد نظر از درون آن عبور می‌کند.
ارتباط بین موج الکترومغناطیسی و مغناطش محیط شامل کاهش شدید توان موج می‌شود. این توان توسط مغناطش فرایندی (فرکانس لارمور) مواد جذب شده و به صورت اتلاف حرارتی از سیستم خارج می‌شود. برای اینکه چنین اتصالی ایجاد شود، نیاز هست تا بسامد پرتوی ساطع شده برابر بسامد انحراف مغناطش بوده و نیز قطبش پرتو باید هم راستا با جهت مغناطش باشد.
این اثر کاربردهای مختلفی مانند طیف‌سنجی یا دستگاه‌های ریزموج دارد.
روش طیف بینی رزونانس فرومغناطیسی برای کشف مغناطش مواد فرومغناطیس استفاده می‌شود. همچنین روشی استاندارد برای ثبت امواج چرخشی و دینامیک چرخشی است. رزونانس فرومغناطیسی شباهت زیادی به تشدید پارامغناطیسی الکترون دارد و تاحدودی شبیه رزونانس مغناطیسی هسته ای است، جز اینکه رزونانس فرومغناطیسی مغناطش حاصل از گشتاور مغناطیسی را ثبت می‌کند درحالی که رزونانس مغناطیسی هسته گشتاور مغناطیسی بررسی شده توسط اوربیتال‌های مولکولی یا اتمی احاطه کننده هسته‌هایی مثل هسته‌های دارای چرخش غیر صفر را ثبت می‌کند.
رزنانس فرومغناطیسی اساس دستگاه‌های با بسامد بالا مانند جداساز رزنانس یا گرداننده است.

## تاریخچه
ولادمیر آرکادیف به‌طور تجربی حین مشاهده جذب موج با بسامد فرابالا توسط مواد فرومغناطیسی در سال ۱۹۱۱ رزنانس فرومغناطیسی را کشف کرد. توضیح مفهومی همراه با توضیح نتایج بدست آمده توسط آرکادیف سال ۱۹۲۳ توسط یاکوف گریگوریویچ دورفمن ارائه شد. او پیشنهاد داد انتقال نور به واسطه اثر زیمان می‌تواند راهی برای مطالعه ساختار فرومغناطیس فراهم کند.
سال ۱۹۳۵ لو لانداو و اوگنی لیفشیتز مقاله ای منتشر کردند که در آن وجود رزونانس فرومغناطیسِ فرکانس لارمور را پیش‌بینی کردند همچنین گریفیث و یوگنی زاووسکی به‌طور مستقل در ۱۹۴۶ با انجام آزمایش این موضوع را تأیید کردند.

## توضیحات
رزونانس فرومغناطیسی ناشی از حرکت تقدیمی مغناطش (معمولا خیلی زیاد) مواد فرومغناطیسی تحت میدان مغناطیسی است. میدان مغناطیسی گشتاور نیرو بر جسم مغناطش شده اعمال می‌کند که باعث ایجاد گشتاور مغناطیسی برای حرکت تقدیمی در جسم می‌شود. بسامد حرکت تقدیمی ناشی از مغناطش به جهت ماده بستگی دارد، نیروی میدان مغناطیسی برابر با مغناطش نمونه است. بسامد مؤثر حرکت تقدیمی حاصل از فرومغناطیس بسیار کوچک‌تر از فرکانس حاصل از الکترون آزاد در تشدید پارامغناطیسی الکترون است.
اساس آزمایش رزونانس فرومفناطیسی حفره‌های تشدید ریزموج و آهنربای الکتریکی است. بسامد حفره تشدید روی بسامد ابربالا تنظیم می‌شود. دستگاه تشخیص انتهای حفره برای تشخیص ریزموج قرار می‌گیرد. نمونهٔ مغناطیسی بین قطبهای آهنربا قرار می‌گیرد و میدان مغناطیسی تا زمانیکه شدت جذب تشدید ریزموج در حال بررسی است قطع می‌شود. وقتی بسامد مغناطش تقدیمی و بسامد حفره‌های تشدید برابر شود جذب به شدت افزایش می‌یابد به طوری که با کاهش شدت توسط دستگاه تشخیص، نشان داده می‌شود.
جذب تشدید انرژی ریزموج باعث حرارت فرومغناطیس می‌شود. در نمونه‌های دارای پارامترهای مغناطیسی در مقیاس نانومتر این اثر برای بررسی طیف‌سنجی فضا استفاده می‌شود.
فرکانس تشدید ماده با میدان اعمال شدهٔ موازی توسط فرمول کیتل محاسبه می‌شود.
{\displaystyle f={\frac {\gamma }{2\pi }}{\sqrt {B(B+\mu _{0}M)}}}
که M مغناطش ماده فرو مغناطیس و گاما ثابت ژیرومغناطیس و B میدان اعمال شده‌است.